# Leon Phokas der Ältere

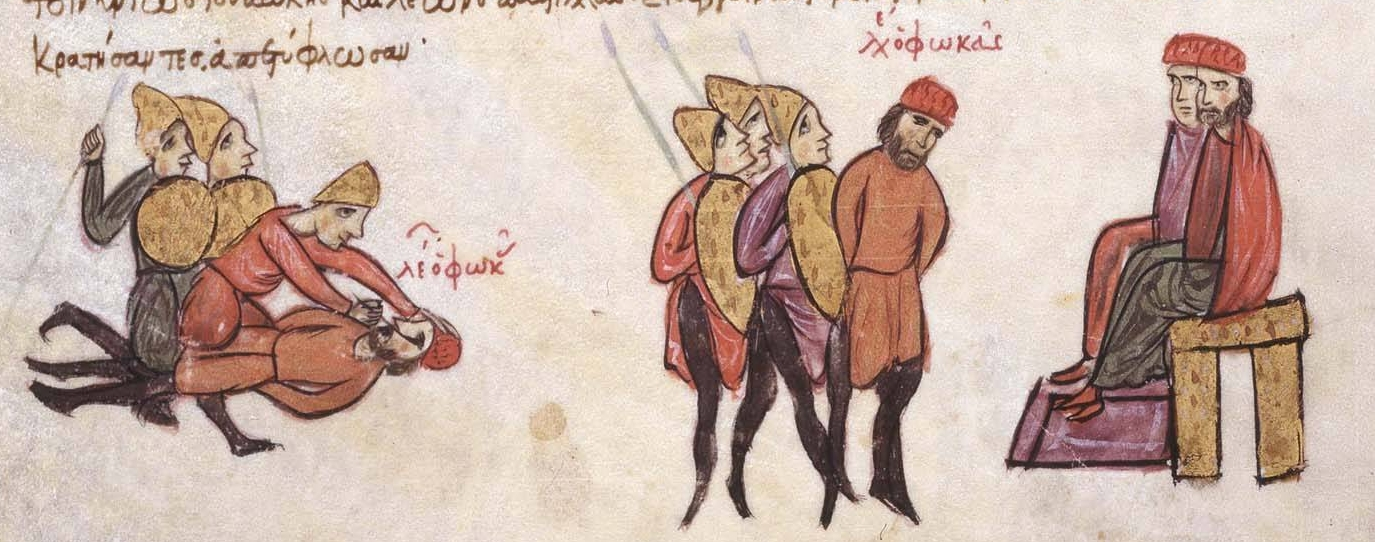
Gefangennahme und Blendung des Leon Phokas. Miniatur aus der Madrider Bilderhandschrift des Skylitzes

Leon Phokas (mittelgriechisch Λέων ὁ Φωκᾶς; * um 875/880; † nach August 919), zur Unterscheidung von seinem gleichnamigen Neffen der Ältere genannt, war ein byzantinischer Feldherr und Rebell gegen Kaiser Konstantin VII. und dessen Mitregenten Romanos Lakapenos.

## Leben
Leon Phokas war ein Sohn des Feldherrn Nikephoros Phokas, der unter Kaiser Leo VI. bis 896 als Domestikos der Scholen (Oberkommandierender der Reichstruppen) an der Spitze der byzantinischen Militärhierarchie gestanden hatte. Diesen Posten bekleidete später auch Leon Phokas, der vom Kaiser zudem mit der Magistros-Würde ausgezeichnet wurde.
Im August 917 kommandierte Leon Phokas jene Armee, die in der Schlacht von Anchialos gegen die Bulgaren eine verheerende Niederlage erlitt. Im Gegensatz zu vielen anderen Anführern überlebte Leon und konnte nach Mesembria fliehen. Ein neuerliches Zusammentreffen mit den Bulgaren bei Katasyrta westlich von Konstantinopel im Winterhalbjahr 917/918 endete für die wiederum von Leon Phokas befehligten Truppen in einer weiteren Katastrophe.
Aufgrund von Gerüchten, Leon Phokas strebe nach dem Kaiserthron, baten Konstantin VII. und seine Mutter Zoe Karbonopsina im Frühjahr 919 den Flottenkommandanten (Drungarios) Romanos Lakapenos um Hilfe. Dieser sorgte dafür, dass Leon als Domestikos der Scholen abberufen und sein einflussreicher Schwager, der Parakoimomenos Konstantin, entmachtet wurde. Leon Phokas zog sich daraufhin zunächst nach Kappadokien ins Privatleben zurück.
Nachdem Konstantin VII. am 9. Mai 919 die Tochter des Romanos geheiratet und seinen Schwiegervater als Basileopator zum Mitregenten erhoben hatte, entschloss sich Leon Phokas zur Rebellion. Offiziell gab er vor, den jungen Kaiser zu unterstützen und nur die Machtübernahme durch Romanos verhindern zu wollen. Diesem gelang es aber, Chrysobulle im Rebellenlager zu verteilen und so mehrere Parteigänger Leons auf seine Seite zu ziehen. Dennoch marschierte Leon mit seinen Soldaten bis nach Chrysopolis und bezog auf der kleinasiatischen Seite des Marmarameers Aufstellung. Romanos entsandte auf einer Dromone einen weiteren Boten, der den gegnerischen Truppen ein von Konstantin VII. autorisiertes Schriftstück vorzeigte, in dem Leon Phokas als Usurpator gebrandmarkt wurde. Dieser wurde daraufhin von seinen Anhängern verlassen und ergriff die Flucht, wurde jedoch in Goeleon in Lykaonien gefasst und entweder schon dort oder in Konstantinopel geblendet. Im August 919 wurde er in der Hauptstadt auf einem Maultier öffentlich vorgeführt.
Leons weiteres Schicksal ist unbekannt. Sein jüngerer Bruder Bardas, ebenfalls ein prominenter General, war der Vater des späteren Kaisers Nikephoros II.